# Lightning Bug
Lightning Bug è un film horror del 2004 diretto da Robert Green Hall e interpretato da Bret Harrison, Laura Prepon e Lucas Till.

## Trama
Una madre (Ashley Laurence) decide di ricominciare la sua vita da capo trasferendosi in un'altra città, portando con sé i due figli: Green (Bret Harrison) e Jay (Lucas Till).
Green è un appassionato di film horror, e sogna di diventare un creatore di mostri a Hollywood. Un giorno Green conosce una ragazza, Angein Duvet (Laura Prepon), e si innamora di lei. Ma la ragazza nasconde un segreto. Nel frattempo Green dovrà anche vedersela col patrigno Earl (Kevin Gage), costantemente ubriaco, che terrorizza la madre continuamente.